# Julian Jeanvier
Julian Marc Jeanvier (ur. 31 marca 1992 w Clichy) – gwinejski piłkarz francuskiego pochodzenia występujący na pozycji obrońcy w tureckim klubie Kayserispor oraz w reprezentacji Gwinei. Wychowanek INF Clairefontaine, w trakcie swojej kariery grał także w takich zespołach, jak AS Nancy, Lille OSC, Royal Excel Mouscron, Red Star, Reims, Brentford, Kasımpaşa oraz AJ Auxerre.